# 24 Ore di Le Mans 1953
La 24 Ore di Le Mans 1953 è stata la 21ª edizione della gara francese e si è svolta il 13 e 14 giugno 1953 sul Circuit de la Sarthe, Le Mans. È stata anche il terzo round del Campionato mondiale vetture sport.

## Contesto

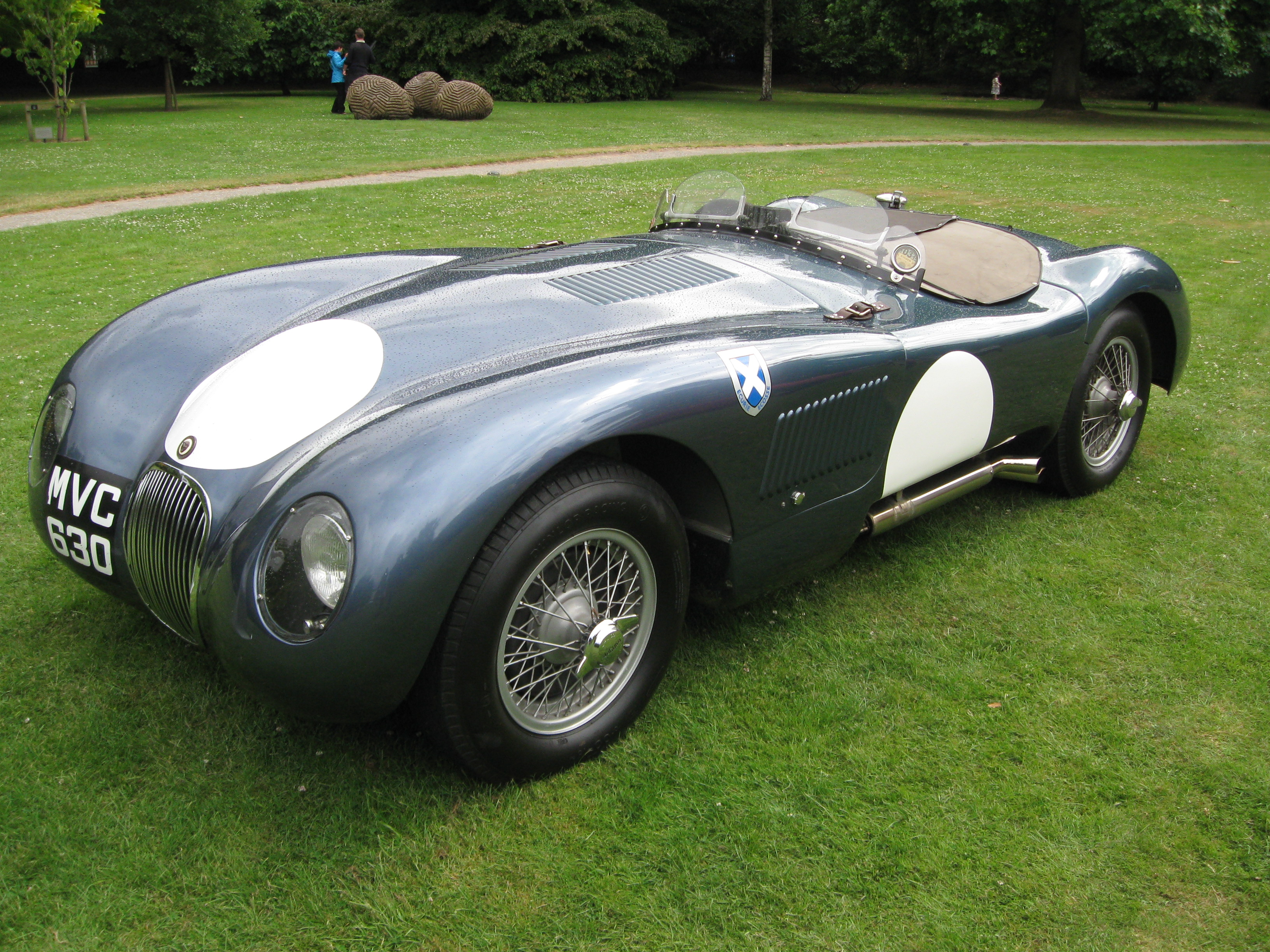
La gara è stata vinta da una Jaguar C-Type, simile a quella nella foto sopra.

Dei 69 entranti e riserve, erano presenti diciannove diversi marchi (e le loro filiali). La Mercedes-Benz non è tornata per difendere il titolo: era impegnata a preparare nuove auto sia per il campionato di F1 che per quello delle auto sportive. Quindi la corsa per la vittoria si configura in una gara tra Italia (Ferrari, Alfa Romeo e Lancia), Inghilterra (Jaguar, Aston Martin, Allard e Nash-Healey/Austin-Healey), Stati Uniti (Cunningham) e Francia (Talbot e Gordini).
Tra i piloti iscritti c'erano tutti e tre i campioni del mondo di F1 (Alberto Ascari, Juan Manuel Fangio, Giuseppe "Nino" Farina) e oltre 30 altri piloti di F1 dell'epoca.

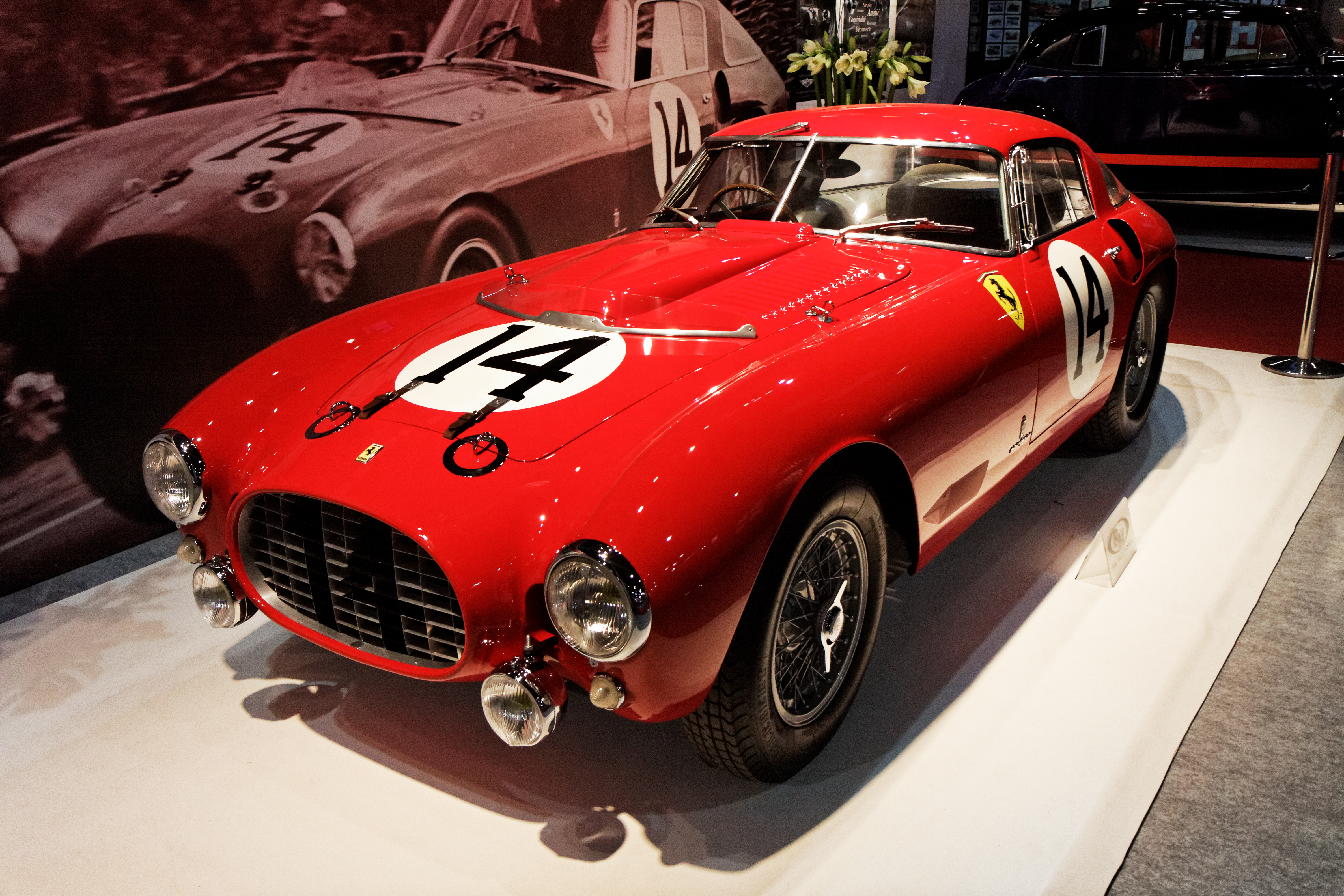
La Ferrari 340 MM Berlinetta.

Per quanto riguarda le vetture iscritte, la Ferrari ha iscritto due Ferrari 340 MM Berlinetta leggere alimentate dal grande motore V12 da 4,1 litri da 280 CV e avevano carrozzerie progettate da Pinin Farina. Ascari e Luigi "Gigi" Villoresi avrebbero dovuto condividere un'altra coupé leggera 375 MM convertita in 4,5 litri, mentre i fratelli Paolo e Giannino Marzotto e Giuseppe "Nino" Farina e il debuttante Michael "Mike" Hawthorn avrebbero guidato le 340 MM. Una terza fu iscritta dall'agente italo-americano della Ferrari Luigi Chinetti per se stesso e il suo copilota angloamericano Tom Cole.
L'Alfa Romeo torna a Le Mans per la prima volta dopo la guerra e schiera la nuova bellissima 6C/3000CM ("Cortemaggiore") alimentata da un motore S6 da 3,5 litri per Fangio e Onofre Marimon e Consalvo Sanesi e Piero Carini. La terza vettura era guidata dai due piloti della Mercedes Karl Kling e Fritz Riess che avevano anche il loro team manager, Alfred Neubauer.
Lancia quest'anno ha fatto un salto nella classe grande con tre nuove Lancia D 20 Coupé. Il team manager Vittorio Jano ha deciso di installare motori da 2,7 litri sovralimentati. Nella squadra c'erano i piloti di F1 Louis Chiron e Robert Manzon, Piero Taruffi e Umberto Maglioli, con José Froilán González e Clemente Biondetti nell'auto di riserva.
La Jaguar è tornata con le sue C-Type. Il team manager Frank "Lofty" England ha impiegato le stesse coppie di piloti del 1952, con Peter Walker e Stirling Moss, Peter Whitehead e Ian Stewart, Anthony "Tony" Rolt e Duncan Hamilton. Le auto tornarono al design aerodinamico precedente a quello delle auto di Le Mans del 1952, il cui muso e coda rivisti avevano influito negativamente sulla stabilità a velocità superiori a 120 mph. Per il 1953 le vetture erano più leggere e potenti e furono le prime vetture Le Mans dotate di freni a disco, la cui maggiore efficienza diede alle C-Type un netto vantaggio. 
Le vetture ufficiali erano supportate da un'auto di in più iscritta dal nuovo team belga Ecurie Francorchamps.
Aston Martin ha presentato le sue nuove vetture: le Aston Martin DB3S per Reginald "Reg" Parnell e Peter Collins, George Abecassis e Roy Salvadori ed Eric Thompson e Dennistoun "Dennis" Poore. Utilizzavano lo stesso motore da 3 litri della DB3, che è stato inserito in un telaio accorciato di nuova concezione.

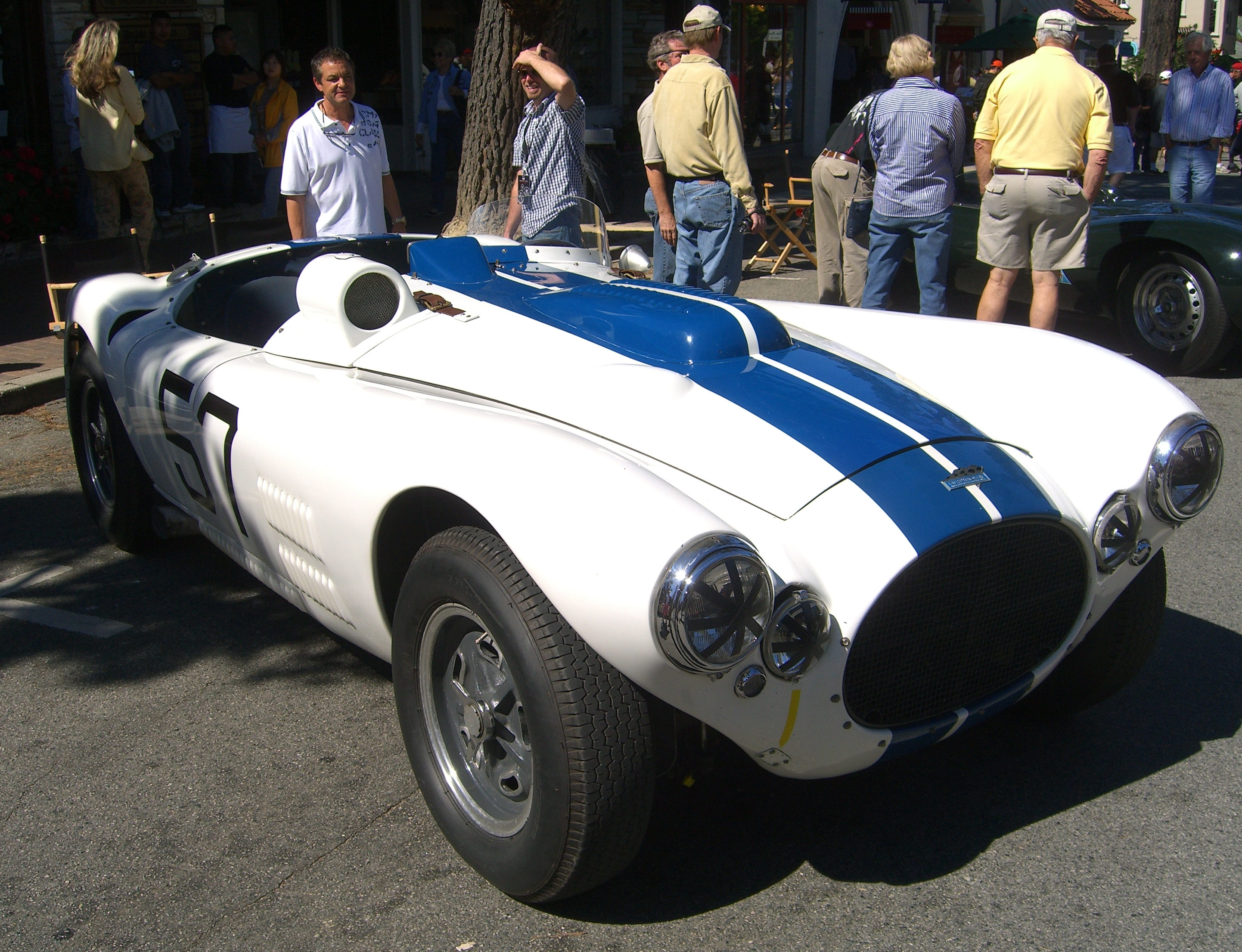
La Cunningham C4R.

Donald Healey quest'anno ha avuto due collaborazioni: la prima con la Nash Motors e la seconda con la Austin Motor Company utilizzando il suo motore 2.7L. La Bristol è arrivata anche con due auto per Lance Macklin e Graham Whitehead e Jack Fairman e Tommy Wisdom, gestite dall'ex vincitore di Bentley Boy e di Le Mans Sydney "Sammy" Davis.
La Briggs Cunningham portò anche tre vetture, tutte con motori Chrysler V8 5.5L da 310 CV: una nuova C-5R (soprannominata "Le Requin" (lo squalo) dai francesi) per Phil Walters e John Fitch; una C-4R per lo stesso Cunningham e William "Bill" Spear e una C-4RK coupé per il veterano Charles "Charley" Moran Jr. (il primo americano a correre a Le Mans, nel 1929) e l'angloamericano John Gordon Bennett.
Quest'anno la Talbot è entrata in un team di lavoro completo: il trio di auto blu T26 GS era guidato da Guy Mairesse e Georges Grignard), Louis Rosier ed Élie Bayol e Pierre Bouillin (Pierre Levegh) e Carlos "Charles" Pozzi. Sebbene ancora molto veloci, stavano iniziando a mostrare la loro età alle auto più agili provenienti dall'Italia e dalla Gran Bretagna. Anche André Chambas è tornato con il suo spyder SS modificato sovralimentato per la quinta e ultima volta.
Gordini aveva intenzione di debuttare con la nuova 3.0L T24S, ma l'ha graffiata a causa della scarsa manovrabilità. Invece una T26S con motore da 2,5L è stata preparata per Maurice Trintignant e Henry "Harry" Schell. Una vecchia T15S è stata preparata per Behra e Mieres. Sebbene avesse solo un motore da 2,3 litri, era più leggera e veloce come la sorella maggiore. 

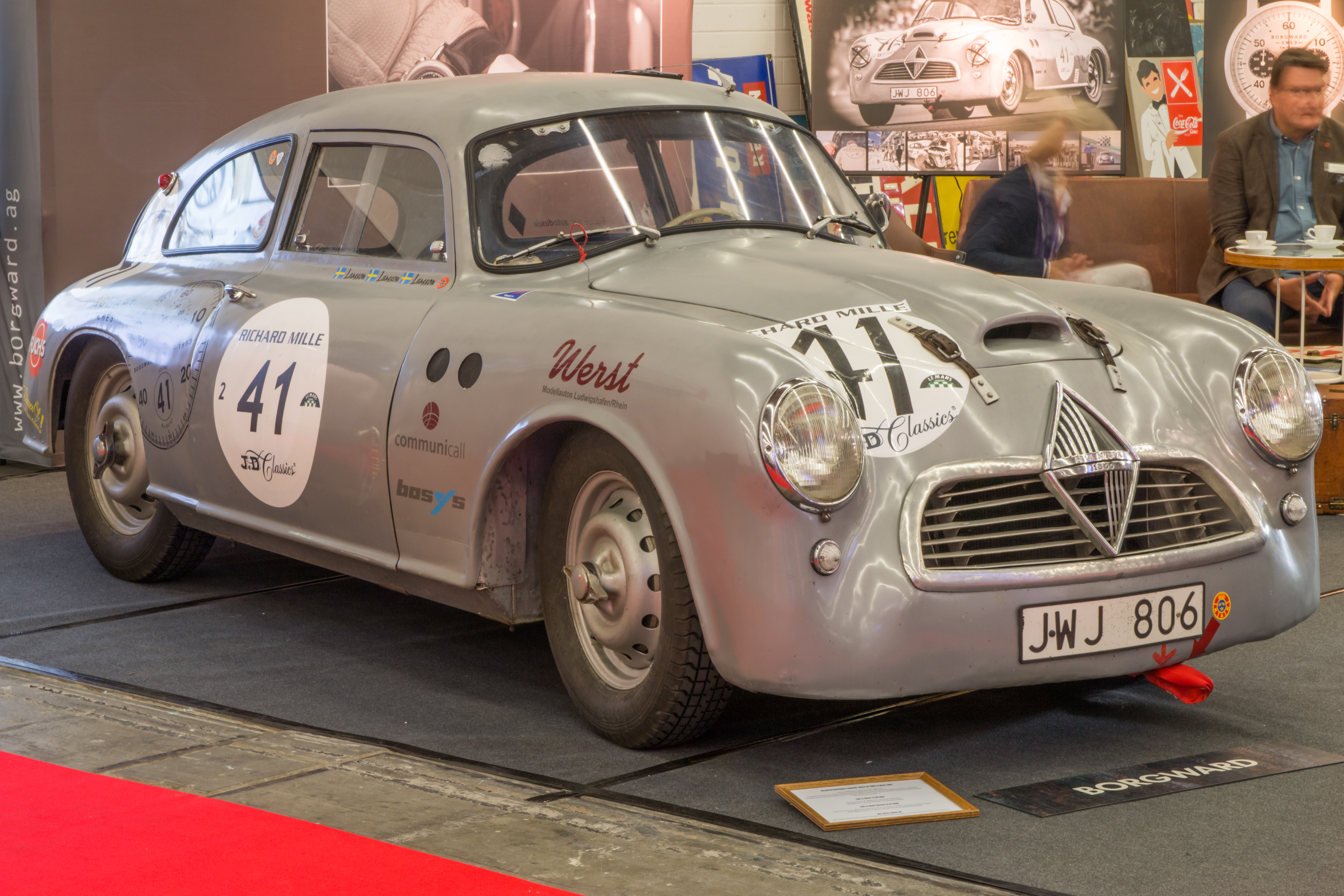
La Borgward Hansa RS 1500 guidata da Poch e da Mouche.

Senza Mercedes-Benz, la rappresentanza tedesca è caduta su squadre ufficiali come la Borgward (qui per la prima e unica volta) e Porsche, entrambe nella classe media S-1500. Porsche è passata dalla classe S-1100 con una nuova macchina da corsa appositamente progettata, la 550 Coupé e il suo motore a quattro cilindri da 1488 cc. C'erano anche un paio di 356 SL più piccole nella classe S-1100.
Come previsto, i francesi dominarono le classi a motore più piccolo. I più accattivanti sono stati i quattro di Panhard, che questa volta hanno portato auto con il proprio badge sotto un nuovo reparto gare, anche se in stretta collaborazione con Monopole: con design molto aerodinamici dell'ingegnere aeronautico francese Marcel Riffard che utilizzavano entrambe i motori Panhard. Altre voci di lavori provenivano dalle stesse Renault, DB e Monopole.

## Prove

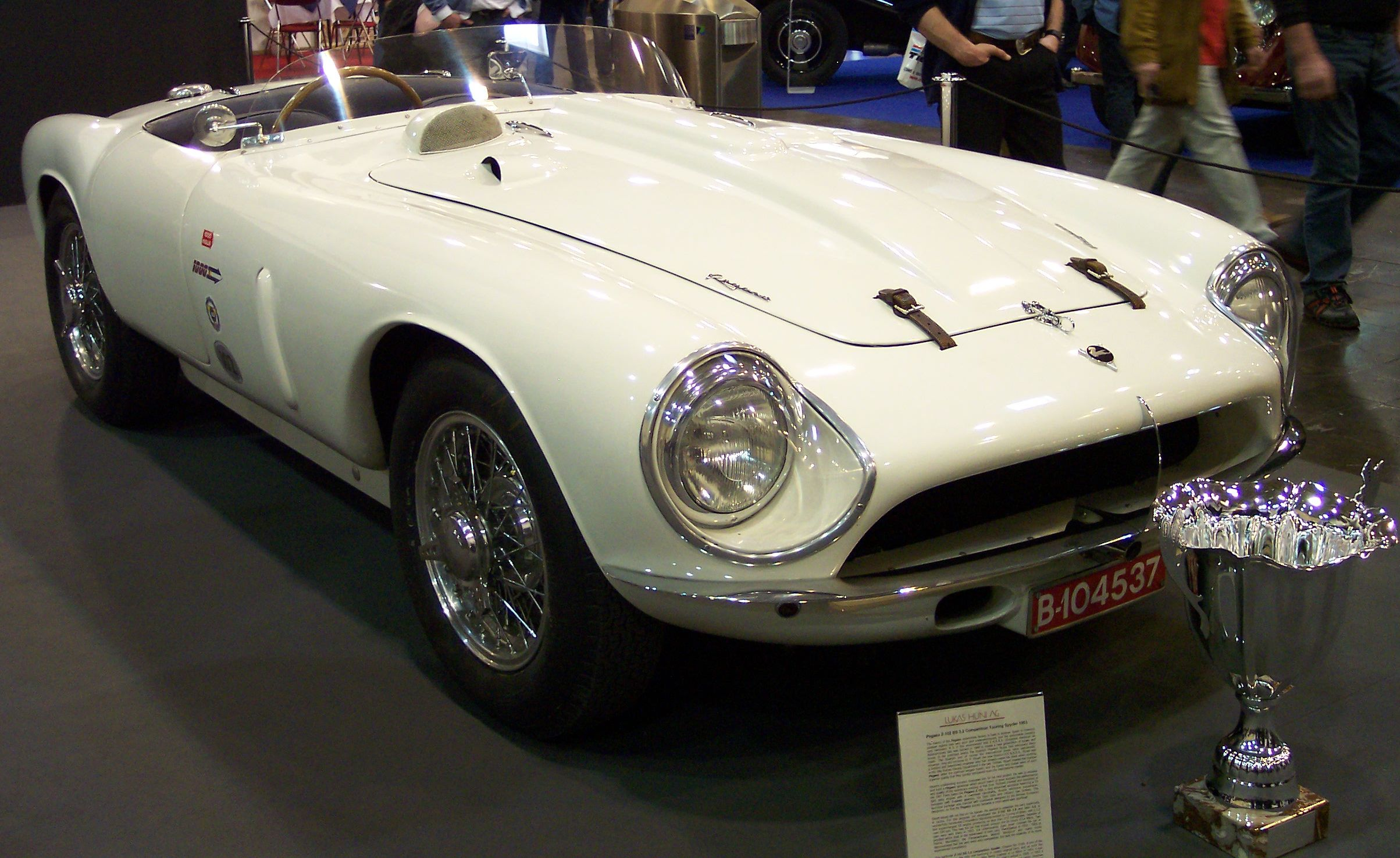
Pegaso Z-102 che si è schiantata.

Nelle prove libere del giovedì le Jaguar mostrarono la loro classe con tutte e tre le vetture ufficiali sotto il record sul giro, nonostante la terza vettura, di Rolt e Hamilton, sia stata squalificata. Motivo della sanzione è la presenza sul tracciato di due vetture Jaguar con lo stesso numero di gara (oltre alla vettura di Rolt e Hamilton fu fatta qualificare una macchina di riserva come precauzione) che fece scattare una protesta da parte della Ferrari. Il presidente della Jaguar, Sir William Lyon, accettò di pagare la multa ACO e il team manager "Lofty" England sostenne davanti ai commissari che si fosse trattato di un errore in buona fede; l'equipaggio di Rolt e Hamilton fu quindi reintegrato. Ma il racconto di Hamilton sulla vicenda è diventato una delle grandi leggende dell'automobilismo: devastati dalla squalifica, lui e Rolt avevano passato la notte girando per la città e affogando i loro dispiaceri nell'alcool e, quando England li trovò alle 10 del mattino successivo (il giorno della gara), stavano curando i postumi della sbornia e bevendo abbondanti quantità di caffè. Una storia così colorita è una leggenda metropolitana, e England in seguito disse: "Certo che non li avrei mai lasciati correre sotto l'effetto di alcol. Ho avuto abbastanza problemi quando erano sobri!" Anche Tony Rolt disse che la storia era inventata.
Il team spagnolo Pegaso ha ritirato entrambe le iscrizioni dopo che Juan Jover si è schiantato con il suo Z-102 Spyder durante le prove. Valutando erroneamente la velocità del suo avvicinamento alla curva dopo il ponte Dunlop, dove ha colpito le barriere a oltre 200 km/h, è stato scagliato fuori dall'auto ferendosi gravemente alla gamba sinistra. Senza una spiegazione apparente per l'incidente, il team ha deciso di essere prudente e ha ritirato tutte le vetture per sicurezza. Era la prima e ultima volta che saranno presenti a Le Mans.

## Gara
La gara iniziò alle ore 16:00 del sabato. Stirling Moss uscì fulmineo dai blocchi trascinandosi dietro le altre vetture, ma l'Allard lo sorpassò sul rettilineo di Mulsanne e alla fine del primo giro era in testa al gruppo ristretto. Ma il vantaggio iniziale di Sydney Allard durò a malapena e al quarto giro dovette ritirarsi a causa del crollo di una sospensione posteriore che recise un tubo del freno. I primi giri a Le Mans significarono molto poco e solo dopo 30 minuti diventò evidente la vera natura della gara.
Alle 17, l'ordine si stabilizzò e fu chiaro che le Jaguar, le Ferrari e le Alfa Romeo erano le squadre da non sottovalutare. Le Lancia e le Talbot erano piuttosto surclassate, così come le Aston Martin a motore medio. La gara proseguì a un ritmo fantastico e ora era la Jaguar ad impostarlo: superando Villoresi, Rolt alzò i suoi tempi di 5 secondi per spingere il suo vantaggio. Poco prima delle 18, Fangio si ritirò per problemi al motore della sua Alfa Romeo, mentre dopo tre ore a guidare la gara c'erano Rolt ed Hamilton, seguiti da Ascari e Villoresi e da Luigi Chinetti e il suo copilota Cole Jr., Sanesi e Carini e dai tedeschi Kling e Riess che avevano già ottenuto un grande vantaggio rispetto al resto del gruppo.
Al calare dell'oscurità, la battaglia Ferrari-Jaguar proseguì senza sosta, tra Ascari/Villoresi e Rolt/Hamilton, con le Alfa Romeo a ridosso e l'ordine generale che si scambiava secondo la strategia dei box. Durante le prime ore del mattino, Rolt e Hamilton continuarono a guidare senza alcun segno di affaticamento, mentre la Ferrari ora stava perdendo terreno: il grande motore iniziò ad allungare il resto del propulsore.
Poco dopo la mezzanotte, la Bristol di Tommy Wisdom ebbe un incendio al motore (quasi un problema identico aveva colpito la sua vettura gemella all'inizio della serata). Schiantandosi, Wisdom rimase intrappolato per un breve periodo prima di essere salvato e portato in ospedale con lievi ustioni e una spalla lussata.
Nonostante l'auto di Ascari e Villoresi stesse ancora dando battaglia alle Jaguar, l'auto fu ostacolata dalla frizione che si staccò. Tuttavia, i due piloti italiani, in un tentativo di vittoria o eliminazione, guidarono sempre a pieno ritmo, ma ciò non ebbe alcun effetto su Rolt e Hamilton: la loro Jaguar ora aveva un giro di vantaggio sulla Ferrari.
Nonostante la notte fosse molto chiara e bella, l'alba si avvicinò con una certa quantità di foschia nell'aria, rendendo le condizioni di guida molto faticose. 
Poco dopo le 6:30 Tom Cole, 7°, aveva appena superato un marcatore posteriore quando perse il controllo alle curve della Maison Blanche. La Ferrari finì nel fosso lungo la strada, poi rotolò e colpì una capanna di legno nelle vicinanze. Cole venne scagliato fuori dall'auto durante l'impatto iniziale e morirà sul colpo.
Poco dopo le 8:30, la Jaguar e la Ferrari in testa avevano entrambe effettuato contemporaneamente le soste di routine per il rifornimento. Hamilton ebbe quella che ora sarebbe definita una "rilascio pericoloso" quando, nella corsa a battere la Ferrari, si era tirato fuori proprio davanti a una delle DB-Panhard in arrivo per il proprio pitstop. Ma con il successivo pitstop per riparare il danno, Moss riuscì a salire al terzo posto. Alle 9:00, la Ferrari di testa, nonostante i problemi alla frizione, era ora tornata al quinto posto. Ciò lasciò Rolt e Hamilton in vantaggio, che ora non potevano riposare poiché Fitch e Walters avevano iniziato a reagire e a inseguire la Jaguar di Moss/Walker per il secondo posto.
A tre ore dalla fine, le Jaguar giravano ancora a oltre 105 mph, tuttavia il ritmo si era leggermente rallentato. Nelle fasi finali l'ordine non cambiò, poiché Hamilton aveva preso il posto di Rolt per completare l'ultima tappa della gara. 
Alla fine della gara, la Jaguar C-Type guidata dalla coppia Rolt/Hamilton tagliò il traguardo vincendo con 304 giri compiuti e con una velocità media di 106,46 mph (170.336 km/h). Moss e Walker arrivarono secondi con la loro C-Type dopo la loro epica guida. Il podio fu completato da Walters e Fitch, sulla loro Cunningham C-5R. La terza Jaguar ufficiale arrivò quarta dopo una gara molto prudente e affidabile.
I fratelli Marzotto portarono a casa l'unica Ferrari rimasta al quinto posto, finendo praticamente senza frizione ma tra i primi 10 per tutta la gara. Un giro indietro era la Gordini, che aveva avuto una corsa senza problemi. Il pilota-proprietario Briggs Cunningham arrivò 7° seguito dalla Talbot di Levegh e dalla Jaguar privata, iscritta dalla Ecurie Francorchamps per Roger Laurent e Charles de Tornaco, nella loro C-Type standard.
La squadra di Panhard aveva messo in scena un traguardo di formazione, vincendo l'indice di prestazione con il margine più ristretto.
Come previsto, le Porsche erano finite 1–2 nella classe S-1500 con la vittoria andata all'auto guidata dai piloti Paul Frère e Richard von Frankenberg
Le piccole DB-Panhard avevano avuto una corsa straordinaria, soprattutto quella del proprietario-pilota René Bonnet che vinse la classe S-750 davanti alla sua vettura gemella, e finendo a 5 giri dall'OSCA vincendo la classe più grande S-1100.

## Classifica finale
I vincitori di ogni classe sono indicati in grassetto.
| Pos    | Classe | N° | Team                                  | Piloti                                           | Telaio                           | Gomme | Giri |
| Pos    | Classe | N° | Team                                  | Piloti                                           | Motore                           | Gomme | Giri |
| ------ | ------ | -- | ------------------------------------- | ------------------------------------------------ | -------------------------------- | ----- | ---- |
| 1      | S 5.0  | 18 | Jaguar Cars Ltd.                      | Tony Rolt Duncan Hamilton                        | Jaguar C-Type                    | D     | 304  |
| 1      | S 5.0  | 18 | Jaguar Cars Ltd.                      | Tony Rolt Duncan Hamilton                        | Jaguar 3.4L S6                   | D     | 304  |
| 2      | S 5.0  | 17 | Jaguar Cars Ltd.                      | Stirling Moss Peter Walker                       | Jaguar C-Type                    | D     | 300  |
| 2      | S 5.0  | 17 | Jaguar Cars Ltd.                      | Stirling Moss Peter Walker                       | Jaguar 3.4L S6                   | D     | 300  |
| 3      | S 8.0  | 2  | Briggs Cunningham                     | Phil Walters John Fitch                          | Cunningham C-5R                  | F     | 299  |
| 3      | S 8.0  | 2  | Briggs Cunningham                     | Phil Walters John Fitch                          | Chrysler 5.5L V8                 | F     | 299  |
| 4      | S 5.0  | 19 | Jaguar Cars Ltd.                      | Peter Whitehead Ian Stewart                      | Jaguar C-Type                    | D     | 297  |
| 4      | S 5.0  | 19 | Jaguar Cars Ltd.                      | Peter Whitehead Ian Stewart                      | Jaguar 3.4L S6                   | D     | 297  |
| 5      | S 5.0  | 15 | Scuderia Ferrari                      | Paolo Marzotto Giannino Marzotto                 | Ferrari 340 MM Berlinetta        | P     | 294  |
| 5      | S 5.0  | 15 | Scuderia Ferrari                      | Paolo Marzotto Giannino Marzotto                 | Ferrari 4.1L V12                 | P     | 294  |
| 6      | S 3.0  | 35 | Automobiles Gordini                   | Maurice Trintignant Harry Schell                 | Gordini T26S                     | E     | 293  |
| 6      | S 3.0  | 35 | Automobiles Gordini                   | Maurice Trintignant Harry Schell                 | Gordini 2.5L S6                  | E     | 293  |
| 7      | S 8.0  | 1  | Briggs Cunningham                     | Briggs Cunningham Bill Spear                     | Cunningham C-4R                  | F     | 290  |
| 7      | S 8.0  | 1  | Briggs Cunningham                     | Briggs Cunningham Bill Spear                     | Chrysler 5.5L V8                 | F     | 290  |
| 8      | S 5.0  | 7  | Automobiles Talbot-Darracq S.A.       | Pierre Levegh Charles Pozzi                      | Talbot-Lago T26GS Spyder         | D     | 276  |
| 8      | S 5.0  | 7  | Automobiles Talbot-Darracq S.A.       | Pierre Levegh Charles Pozzi                      | Talbot-Lago 4.5L S6              | D     | 276  |
| 9      | S 5.0  | 20 | Ecurie Francorchamps                  | Roger Laurent Charles de Tornaco                 | Jaguar C-Type                    | E     | 275  |
| 9      | S 5.0  | 20 | Ecurie Francorchamps                  | Roger Laurent Charles de Tornaco                 | Jaguar 3.4L S6                   | E     | 275  |
| 10     | S 8.0  | 3  | Briggs Cunningham                     | Charles Moran Jr. John Gordon Bennet             | Cunningham C-4RK                 | F     | 269  |
| 10     | S 8.0  | 3  | Briggs Cunningham                     | Charles Moran Jr. John Gordon Bennet             | Chrysler 5.5L V8                 | F     | 269  |
| 11     | S 5.0  | 11 | Nash-Healey Inc.                      | Leslie Johnson Bert Hadley                       | Nash-Healey 4-litre Sport        | D     | 265  |
| 11     | S 5.0  | 11 | Nash-Healey Inc.                      | Leslie Johnson Bert Hadley                       | Nash 4.1L S6                     | D     | 265  |
| 12     | S 3.0  | 34 | Donald Healey Motor Company           | Maus Gatsonides Johnny Lockett                   | Austin-Healey 100                | D     | 257  |
| 12     | S 3.0  | 34 | Donald Healey Motor Company           | Maus Gatsonides Johnny Lockett                   | Austin 2.7L S4                   | D     | 257  |
| 13     | S 2.0  | 39 | Automobiles Frazer Nash Ltd.          | Ken Wharton Laurence Mitchell                    | Frazer Nash Le Mans Coupé        | D     | 253  |
| 13     | S 2.0  | 39 | Automobiles Frazer Nash Ltd.          | Ken Wharton Laurence Mitchell                    | Bristol 1971cc S6                | D     | 253  |
| 14     | S 3.0  | 33 | Donald Healey Motor Company           | Marcel Becquart Gordon Wilkins                   | Austin-Healey 100                | D     | 252  |
| 14     | S 3.0  | 33 | Donald Healey Motor Company           | Marcel Becquart Gordon Wilkins                   | Austin 2.7L S4                   | D     | 252  |
| 15     | S 1.5  | 45 | Porsche KG                            | Richard von Frankenberg Paul Frère               | Porsche 550 Coupé                | D     | 247  |
| 15     | S 1.5  | 45 | Porsche KG                            | Richard von Frankenberg Paul Frère               | Porsche 1488cc F4                | D     | 247  |
| 16     | S 1.5  | 44 | Porsche KG                            | Helm Glöckler Hans Herrmann                      | Porsche 550 Coupé                | D     | 247  |
| 16     | S 1.5  | 44 | Porsche KG                            | Helm Glöckler Hans Herrmann                      | Porsche 1488cc F4                | D     | 247  |
| 17     | S 750  | 57 | Automobiles Deutsch et Bonnet         | René Bonnet André Moynet                         | D.B. HBR-4 LM                    | D     | 237  |
| 17     | S 750  | 57 | Automobiles Deutsch et Bonnet         | René Bonnet André Moynet                         | Panhard 745cc F2                 | D     | 237  |
| 18     | S 1.1  | 48 | Automobili O.S.C.A.                   | Dr. Mario Damonte "Heldé" (Pierre-Louis Dreyfus) | OSCA MT-4 1100 Coupé             | P     | 232  |
| 18     | S 1.1  | 48 | Automobili O.S.C.A.                   | Dr. Mario Damonte "Heldé" (Pierre-Louis Dreyfus) | O.S.C.A. 1093cc S4               | P     | 232  |
| 19     | S 750  | 58 | Automobiles Deutsch et Bonnet         | Marc Gignoux Marc Azéma                          | D.B. HBR-4 LM                    | D     | 231  |
| 19     | S 750  | 58 | Automobiles Deutsch et Bonnet         | Marc Gignoux Marc Azéma                          | Panhard 745cc F2                 | D     | 231  |
| 20     | S 1.1  | 50 | Automobiles Panhard et Levassor       | Charles Plantivoux Guy Lapchin                   | Panhard X89                      | D     | 227  |
| 20     | S 1.1  | 50 | Automobiles Panhard et Levassor       | Charles Plantivoux Guy Lapchin                   | Panhard 851cc F2                 | D     | 227  |
| 21     | S 750  | 61 | Automobiles Panhard et Levassor       | Pierre Chancel Robert Chancel                    | Panhard X88                      | D     | 223  |
| 21     | S 750  | 61 | Automobiles Panhard et Levassor       | Pierre Chancel Robert Chancel                    | Panhard 611cc F2                 | D     | 223  |
| 22     | S 1.1  | 51 | Automobiles Panhard et Levassor       | Raymond Stempert Georges Schwartz                | Panhard X87                      | D     | 218  |
| 22     | S 1.1  | 51 | Automobiles Panhard et Levassor       | Raymond Stempert Georges Schwartz                | Panhard 851cc F2                 | D     | 218  |
| 23     | S 750  | 53 | R.N.U. Renault                        | Jean-Louis Rosier Robert Schollmann              | Renault 4CV-1068 Spyder          | D     | 218  |
| 23     | S 750  | 53 | R.N.U. Renault                        | Jean-Louis Rosier Robert Schollmann              | Renault 747cc S4                 | D     | 218  |
| 24     | S 750  | 60 | Automobiles Panhard et Levassor       | Jean Hémard Jean de Montrémy                     | Monopole X85                     | D     | 212  |
| 24     | S 750  | 60 | Automobiles Panhard et Levassor       | Jean Hémard Jean de Montrémy                     | Panhard 611cc F2                 | D     | 212  |
| 25     | S 750  | 56 | J.-É. Vernet & J. Pairard             | Just-Émile Vernet Jean Pairard                   | V.P. 166R Coupé                  | D     | 183  |
| 25     | S 750  | 56 | J.-É. Vernet & J. Pairard             | Just-Émile Vernet Jean Pairard                   | Renault 747cc S4                 | D     | 183  |
| 26 NC  | S 3.0  | 66 | A. Constantin                         | Alexis Constantin Michel Arnaud                  | Peugeot 203C                     | D     | 200  |
| 26 NC  | S 3.0  | 66 | A. Constantin                         | Alexis Constantin Michel Arnaud                  | Peugeot 1290cc S4 Supercharged   | D     | 200  |
| 27 Rit | S 5.0  | 12 | Scuderia Ferrari                      | Alberto Ascari Gigi Villoresi                    | Ferrari 375 MM Berlinetta        | P     | 229  |
| 27 Rit | S 5.0  | 12 | Scuderia Ferrari                      | Alberto Ascari Gigi Villoresi                    | Ferrari 4.5L V12                 | P     | 229  |
| 28 Rit | S 1.5  | 41 | Bogward GmbH                          | Jacques Poch Edmond Mouche                       | Borgward-Hansa 1500 Rennsport    | C     | 228  |
| 28 Rit | S 1.5  | 41 | Bogward GmbH                          | Jacques Poch Edmond Mouche                       | Borgward 1498cc S4               | C     | 228  |
| 29 Rit | S 8.0  | 63 | Scuderia Lancia                       | José Froilán González Clemente Biondetti         | Lancia D20                       | P     | 213  |
| 29 Rit | S 8.0  | 63 | Scuderia Lancia                       | José Froilán González Clemente Biondetti         | Lancia 2.7L V6 Supercharged      | P     | 213  |
| 30 Rit | S 3.0  | 27 | Aston Martin Ltd.                     | Eric Thompson Dennis Poore                       | Aston Martin DB3S                | A     | 182  |
| 30 Rit | S 3.0  | 27 | Aston Martin Ltd.                     | Eric Thompson Dennis Poore                       | Aston Martin 2.9L I6             | A     | 182  |
| 31 Rit | S 5.0  | 16 | Luigi Chinetti                        | Luigi Chinetti Tom Cole Jr.                      | Ferrari 340 MM Vignale Spyder    | P     | 175  |
| 31 Rit | S 5.0  | 16 | Luigi Chinetti                        | Luigi Chinetti Tom Cole Jr.                      | Ferrari 4.1L V12                 | P     | 175  |
| 32 Rit | S 8.0  | 31 | Scuderia Lancia                       | Robert Manzon Louis Chiron                       | Lancia D20                       | P     | 174  |
| 32 Rit | S 8.0  | 31 | Scuderia Lancia                       | Robert Manzon Louis Chiron                       | Lancia 2.7L V6 Supercharged      | P     | 174  |
| 33 Rit | S 1.1  | 49 | Porsche KG                            | Toto Veuillet Petermax Müller                    | Porsche 356 SL                   | D     | 147  |
| 33 Rit | S 1.1  | 49 | Porsche KG                            | Toto Veuillet Petermax Müller                    | Porsche 1091cc F4                | D     | 147  |
| 34 Rit | S 2.0  | 40 | Automobiles Frazer Nash Ltd.          | Bob Gerard David Clark                           | Frazer Nash Le Mans MkII Replica | D     | 135  |
| 34 Rit | S 2.0  | 40 | Automobiles Frazer Nash Ltd.          | Bob Gerard David Clark                           | Porsche 1091cc F4                | D     | 135  |
| 35 Rit | S 5.0  | 23 | SpA Alfa Romeo                        | Karl Kling Fritz Riess                           | Alfa Romeo 6C 3000 CM            | P     | 133  |
| 35 Rit | S 5.0  | 23 | SpA Alfa Romeo                        | Karl Kling Fritz Riess                           | Alfa Romeo 3.5L S6               | P     | 133  |
| 36 Rit | S 5.0  | 21 | SpA Alfa Romeo                        | Consalvo Sanesi Piero Carini                     | Alfa Romeo 6C 3000 CM            | P     | 125  |
| 36 Rit | S 5.0  | 21 | SpA Alfa Romeo                        | Consalvo Sanesi Piero Carini                     | Alfa Romeo 3.5L S6               | P     | 125  |
| 37 Rit | S 5.0  | 9  | Automobiles Talbot-Darracq S.A.       | Guy Mairesse Georges Grignard                    | Talbot-Lago T26 GS Spyder        | D     | 120  |
| 37 Rit | S 5.0  | 9  | Automobiles Talbot-Darracq S.A.       | Guy Mairesse Georges Grignard                    | Talbot-Lago 4.5L S6              | D     | 120  |
| 38 Rit | S 8.0  | 30 | Scuderia Lancia                       | Piero Taruffi Umberto Maglioli                   | Lancia D20                       | P     | 117  |
| 38 Rit | S 8.0  | 30 | Scuderia Lancia                       | Piero Taruffi Umberto Maglioli                   | Lancia 2.7L V6 Supercharged      | P     | 117  |
| 39 Rit | S 1.1  | 46 | G. Olivier                            | Gonzague Olivier Eugène Martin                   | Porsche 356 SL                   | E     | 115  |
| 39 Rit | S 1.1  | 46 | G. Olivier                            | Gonzague Olivier Eugène Martin                   | Porsche 1091cc F4                | E     | 115  |
| 40 Rit | S 3.0  | 36 | Automobiles Gordini                   | Jean Behra Roberto Mieres                        | Gordini T15S                     | E     | 84   |
| 40 Rit | S 3.0  | 36 | Automobiles Gordini                   | Jean Behra Roberto Mieres                        | Gordini 2.3L S6                  | E     | 84   |
| 41 Rit | S 750  | 55 | J. Lecat                              | Jacques Lecat Henri Senfftleben                  | Renault 4CV-1063                 | E     | 84   |
| 41 Rit | S 750  | 55 | J. Lecat                              | Jacques Lecat Henri Senfftleben                  | Renault 747cc S4                 | E     | 84   |
| 42 Rit | S 1.5  | 47 | Rees T. Makins                        | Phil Hill Jr. Fred Wacker Jr.                    | O.S.C.A. MT-4                    | P     | 80   |
| 42 Rit | S 1.5  | 47 | Rees T. Makins                        | Phil Hill Jr. Fred Wacker Jr.                    | O.S.C.A. 1343cc S4               | P     | 80   |
| 43 Rit | S 3.0  | 26 | Aston Martin Ltd.                     | George Abecassis Roy Salvadori                   | Aston Martin DB3S                | A     | 74   |
| 43 Rit | S 3.0  | 26 | Aston Martin Ltd.                     | George Abecassis Roy Salvadori                   | Aston Martin 2.9L S6             | A     | 74   |
| 44 Rit | S 2.0  | 38 | Bristol Aeroplane Company             | Jack Fairman Tommy Wisdom                        | Bristol 450 Coupé                | D     | 70   |
| 44 Rit | S 2.0  | 38 | Bristol Aeroplane Company             | Jack Fairman Tommy Wisdom                        | Bristol 1979cc S6                | D     | 70   |
| 45 Rit | S 8.0  | 32 | Scuderia Lancia                       | Felice Bonetto Gino Valenzano                    | Lancia D20                       | P     | 66   |
| 45 Rit | S 8.0  | 32 | Scuderia Lancia                       | Felice Bonetto Gino Valenzano                    | Lancia 2.7L V6 Supercharged      | P     | 66   |
| 46 Rit | S 8.0  | 5  | Allard Motor Company                  | Zora Arkus-Duntov Ray Merrick                    | Allard J2R                       | D     | 65   |
| 46 Rit | S 8.0  | 5  | Allard Motor Company                  | Zora Arkus-Duntov Ray Merrick                    | Cadillac 5.4L V8                 | D     | 65   |
| 47 Rit | S 1.5  | 67 | Capt. M. Crespin                      | André Guelfi Roger Loyer                         | Gordini T15S                     | E     | 40   |
| 47 Rit | S 1.5  | 67 | Capt. M. Crespin                      | André Guelfi Roger Loyer                         | Gordini 1490cc S4                | E     | 40   |
| 48 Rit | S 5.0  | 8  | Automobiles Talbot-Darracq S.A.       | Élie Bayol Louis Rosier                          | Talbot-Lago T26 GS Spyder        | D     | 37   |
| 48 Rit | S 5.0  | 8  | Automobiles Talbot-Darracq S.A.       | Élie Bayol Louis Rosier                          | Talbot-Lago 4.5L S6              | D     | 37   |
| 49 Rit | S 750  | 54 | R.N.U. Renault                        | Jean Redélé Louis Pons                           | D.B. 4CV-1066                    | D     | 35   |
| 49 Rit | S 750  | 54 | R.N.U. Renault                        | Jean Redélé Louis Pons                           | Renault 747L S4                  | D     | 35   |
| 50 Rit | S 2.0  | 37 | Bristol Aeroplane Company             | Lance Macklin Graham Whitehead                   | Bristol 450 Coupé                | D     | 29   |
| 50 Rit | S 2.0  | 37 | Bristol Aeroplane Company             | Lance Macklin Graham Whitehead                   | Bristol 1979cc S6                | D     | 29   |
| 51 Rit | S 1.5  | 42 | Borgward GmbH                         | Hans-Hugo Hartmann Adolf Brudes                  | Borgward-Hansa 1500 Rennsport    | C     | 29   |
| 51 Rit | S 1.5  | 42 | Borgward GmbH                         | Hans-Hugo Hartmann Adolf Brudes                  | Borgward 1498cc S4               | C     | 29   |
| 52 Rit | S +8.0 | 6  | A. Chambas                            | André Chambas Charles de Cortanze                | Talbot-Lago SS Spyder            | D     | 24   |
| 52 Rit | S +8.0 | 6  | A. Chambas                            | André Chambas Charles de Cortanze                | Talbot-Lago 4.5L S6 Supercharged | D     | 24   |
| 53 Rit | S 5.0  | 22 | SpA Alfa Romeo                        | Juan Manuel Fangio Onofre Marimón                | Alfa Romeo 6C 3000 CM            | P     | 22   |
| 53 Rit | S 5.0  | 22 | SpA Alfa Romeo                        | Juan Manuel Fangio Onofre Marimón                | Alfa Romeo 3.5L S6               | P     | 22   |
| 54 Rit | S 3.0  | 25 | Aston Martin Ltd.                     | Reg Parnell Peter Collins                        | Aston Martin DB3S                | A     | 16   |
| 54 Rit | S 3.0  | 25 | Aston Martin Ltd.                     | Reg Parnell Peter Collins                        | Aston Martin 2.9L S6             | A     | 16   |
| 55 Rit | S 750  | 52 | R.N.U. Renault                        | André Briat Yves Lesur                           | V.P. 4CV-1064                    | D     | 14   |
| 55 Rit | S 750  | 52 | R.N.U. Renault                        | André Briat Yves Lesur                           | Renault 747cc S4                 | D     | 14   |
| 56 SQ  | S 5.0  | 14 | Scuderia Ferrari                      | Nino Farina Mike Hawthorn                        | Ferrari 340 MM                   | P     | 12   |
| 56 SQ  | S 5.0  | 14 | Scuderia Ferrari                      | Nino Farina Mike Hawthorn                        | Ferrari 4.1L V12                 | P     | 12   |
| 57 Rit | S 5.0  | 10 | Nash-Healey Inc.                      | Yves Giraud-Cabantous Pierre Veyron              | Nash-Healey Sports               | D     | 9    |
| 57 Rit | S 5.0  | 10 | Nash-Healey Inc.                      | Yves Giraud-Cabantous Pierre Veyron              | Nash 4.1L S6                     | D     | 9    |
| 58 Rit | S 750  | 59 | Établissements Monopole               | Eugène Dussous Pierre Flahaut                    | Monopole X84                     | D     | 9    |
| 58 Rit | S 750  | 59 | Établissements Monopole               | Eugène Dussous Pierre Flahaut                    | Panhard 612cc F2                 | D     | 9    |
| 59 Rit | S 2.0  | 62 | Etablissements Fiat Dagrada           | Norbert Jean Mahé Conte Giovanni Lurani          | Fiat 8V                          | D     | 8    |
| 59 Rit | S 2.0  | 62 | Etablissements Fiat Dagrada           | Norbert Jean Mahé Conte Giovanni Lurani          | Fiat 1996cc V8                   | D     | 8    |
| 60 Rit | S 8.0  | 4  | Allard Motor Company                  | Sydney Allard Philip Fotheringham-Parker         | Allard J2R                       | D     | 4    |
| 60 Rit | S 8.0  | 4  | Allard Motor Company                  | Sydney Allard Philip Fotheringham-Parker         | Cadillac 5.4L V8                 | D     | 4    |
| NP     | S 3.0  | 28 | Empresa Nacional de Autocamiones S.A. | Juan Jover Paul Metternich                       | Pegaso Z-102 Spyder              | E     | 0    |
| NP     | S 3.0  | 28 | Empresa Nacional de Autocamiones S.A. | Juan Jover Paul Metternich                       | Pegaso 2.8L V8 Supercharged      | E     | 0    |
| NP     | S 3.0  | 29 | Empresa Nacional de Autocamiones S.A. | Joaquin Palacio Pover Pablo Julio Reh Cardrona   | Pegaso Z-102 Spyder              | E     | 0    |
| NP     | S 3.0  | 29 | Empresa Nacional de Autocamiones S.A. | Joaquin Palacio Pover Pablo Julio Reh Cardrona   | Pegaso 2.8L V8 Supercharged      | E     | 0    |
| NP     | S 1.5  | 43 | Borgward GmbH                         | Karl-Heinz Schaufele Adolf Brudes                | Bogward-Hansa 1500 Rennsport     | C     | 0    |
| NP     | S 1.5  | 43 | Borgward GmbH                         | Karl-Heinz Schaufele Adolf Brudes                | Borgward 1498cc S4               | C     | 0    |

## Statistiche
- Giro più veloce – #12 Alberto Ascari – 4:27.4
- Distanza – 4088,06 km
- Velocità media del vincitore – 170,34 km/h